# 유리창
《유리창》은 1930년〈조선지광〉에 수록된 정지용의 시이다.
이 시에서 정지용은 감정을 절제하면서 이미지를 통해 선명한 영상을 떠올리게 하는 기법을 사용하여 초기 모더니즘 시의 특징을 잘 보여준다. 자식을 잃은 슬픔을 형상화하였고 동시에 차가운 유리창을 통해 그것을 극복하는 삶의 자세를 보여준다.
이 시는 정지용이 29세 되던 1930년에 발표된 것으로, 어린 자식을 잃은 젊은 아버지의 심경이 담겨 있는 작품이다. 그러나 시 속에서 직접 그러한 현실적 문맥을 찾기는 어렵다. '고운 폐혈관이 찢어진 채로 아아, 너는 산새처럼 날아갔구나!'라는 구절은 자식을 잃은 아버지의 비통한 심정을 고도로 절제하여 아름다운 이미지로 감각화시킨 구절이다.
유리창이란, 대상부터가 맑고 깨끗하고 견고한 감각의 정점에 위치한다. 그것은 서정적 자아가 선 자리와 창 밖의 세계 사이를 차단하고 있지만, 동시에 투영함으로써 양자를 연결시켜 준다. 유리창이 갈라놓고 있는 것은 서정적 자아가 있는 삶의 세계와, 죽은 아이가 있는 죽음의 세계이다. 즉 유리창은 삶과 죽음의 세계의 경계선 역할을 하는 것이다. 시 내용을 살펴 보면, 유리창 밖에는 새까만 어둠이 펼쳐져 있다. 서정적 자아는 아마 유리창에 뺨을 대고 밖을 바라보고 있는 모양이다. 차가운 감촉이 새삼스레 슬픔을 자아낸다. 이때 창가에 생기는 입김은 가냘픈 새의 모습을 하고 죽은 자식을 연상시킨다. 그리고 유리창 밖의 어둠은 아이가 이제는 없다는 사실과 서정적 자아의 고독이 절대적임을 확인시킨다.
그 고독의 공간 속에 아이를 잃은 슬픔만이 '물 먹은 별'처럼 와서 박힌다. 왜 별이 물을 먹었다고 했을까? 그것은 서정적 자아의 눈에 눈물이 고였기 때문일 것이다. 유리창을 바라보는 눈물의 아롱거림에서 별, 보석을 연상한 서정적 자아는 그 슬픔을 아름다운 응결체로 만들려 한다. 유리창을 닦는 행위가 그것이다. 그것은 이미 멀고도 그리운 존재가 되어 버린 아이의 모습을 다 알지 않고 최대한 미화시키려는 태도를 의미한다. 따라서 유리창을 닦는 행위는 외롭지만 황홀한 행위이다.
이 시의 아름다운 이미지는 무엇보다도 '길들은 양 언 날개를 파다거린다'는 입김의 연상에서 비약하여 마지막 연의 응축된 탄식, '너는 산새처럼 날아갔구나'로 자식의 죽음을 뚜렷하게 보여주는 데 있다. 특히 감정을 절제한 표현들은 오히려 부모의 가슴아픈 심정을 더욱더 느끼게 해준다.